# Rambusch Decorating Company
La compañía Rambusch Decorating Company fue fundada en 1898 en Nueva York, Nueva York por Frode Rambusch, un inmigrante danés. La empresa ofrece un servicio completo en las artes decorativas, para lo cual cuenta con diseñadores y artesanos con una gran experiencia en la arquitectura de interiores a través de la iluminación, el mobiliario litúrgico, los vitrales, los mosaicos y la restauración.
En los años 20, fue el decorador de diversos cinemas, incluyendo el Roxy Theatre, donde cabían 6,214 personas sentadas; el mismo fue abierto en marzo de 1927 y demolido en 1960. Ese proyecto en particular fue supervisado por Harold Rambusch, trabajando con el arquitecto Walter W. Ahlschlager.
La firma participó en la decoración de los principales salones públicos en el Hotel Waldorf-Astoria cuando éste fue construido. Ayudó también en la fabricación de las vidrieras en la iglesia de San Bartolomé, en Park Avenue. De la misma manera, empleó a generaciones posteriores de la familia Rambusch, incluyendo a Viggo F. E. Rambusch.
Durante la Segunda Guerra Mundial ayudó a camuflar los aeródromos estadounidenses de los aviones enemigos, pintando huertos y molinos en ellos.